# Бычки (Витебская область)
Бычки (транслит.: Byčki; бел. Бычкі́) — деревня в Ушачском районе Витебской области Белоруссии. Входит в состав Кубличского сельсовета.

## Достопримечательности
- Дом-музей Василия Быкова — филиал Ушачского музея народной славы имени Героя Советского Союза Владимира Елисеевича Лобанка —  Историко-культурная ценность Республики Беларусь, шифр 213Д000784

## Известные уроженцы
- Быков, Василь Владимирович (1924—2003) — писатель, общественный деятель